# Neujahrskonzert der Wiener Philharmoniker 1956
Das Neujahrskonzert der Wiener Philharmoniker 1956 war das 16. Neujahrskonzert der Wiener Philharmoniker und fand am 1. Jänner 1956 im Goldenen Saal des Wiener Musikvereins statt. Dirigiert wurde es zum zweiten Mal von Willi Boskovsky, der diese Institution 1941 schon als Konzertmeister der Wiener Philharmoniker mit ins Leben gerufen hatte.

## Besonderheit
Streng genommen war es einerseits das 17. Konzert zum Jahreswechsel – denn zur Jahreswende 1939/40 gab es bereits ein Außerordentliches Konzert der Wiener Philharmoniker, welches allerdings am Silvesterabend 1939 stattfand –, aber erst seit 1946 – seit dem  erstmaligen Dirigat von Josef Krips – trägt das Konzert den Namen Neujahrskonzert der Wiener Philharmoniker: Unter diesem Namen war es das nunmehr elfte seiner Art.
Willi Boskovsky wurde nach dem Tod von Clemens Krauss einstimmig von den Orchestermitgliedern für dieses Amt als ständiger Dirigent des Neujahrskonzertes gewählt, was er 1955 erstmals ausübte (und bis 1979 innehatte). Willi Boskovsky blieb in Erinnerung, dass er, wenn nicht das gesamte, so doch große Teile des Konzertes, meist die Walzer, mit dem Geigenbogen leitete und, die Violine in die Hüfte gestützt, immer wieder ans Kinn führte, um einen eigenen, geigenbezogenen Schwung in das Orchester zu übertragen.

## Programm
Das Programm beinhaltete ausschließlich Werke, die bereits Bestandteil früherer Neujahrskonzerte der Wiener Philharmoniker waren.
- Josef Strauss: Aquarellen (Walzer), op. 258
- Josef Strauss: Ohne Sorgen (Polka mazur), op. 271
- Johann Strauss (Sohn): Neue Pizzicato-Polka, op. 449
- Johann Strauss (Sohn): Egyptischer Marsch, op. 335
- Johann Strauss (Sohn): I Tipferl-Polka française (sic), op. 377
- Josef Strauss: Dorfschwalben aus Österreich (Walzer), op. 164, arrangiert von J. Lehnert
- Josef Strauss: Jockey-Polka (schnell), op. 278
- Josef Strauss: Transactionen. (Walzer), op. 184
- Josef Strauss: Plappermäulchen. (Polka schnell), op. 245
- Johann Strauss (Sohn): Csárdás aus der Oper Ritter Pásmán, op. 441
- Johann Strauss (Sohn): Unter Donner und Blitz (Polka schnell), op. 324
- Johann Strauss (Sohn): Ouvertüre zur Operette Die Fledermaus

Werkliste und Reihenfolge sind der Website der Wiener Philharmoniker entnommen.